# Teófobo
Teófobo (en griego: Θεόφοβος), originalmente Nasir (ناصر), Nasr (نصر), o Nusayr (نصیر), fue un comandante iraní kurramita que se convirtió al cristianismo y entró al servicio bizantino bajo el emperador Teófilo (829-843). Ascendido a un alto rango y casado con una mujer que pertenecía a la familia imperial, a Teófobo se le dio el mando de sus compañeros kurramitas y sirvió bajo Teófilo en sus guerras contra el califato abasí en 837-838. Después de la derrota de los bizantinos en la batalla de Anzen, fue proclamado emperador por sus propios hombres, pero no siguió sus pretensiones. En su lugar se presentó pacíficamente a Teófilo al año siguiente y al parecer fue perdonado, hasta que fue ejecutado por el moribundo emperador en 842 para evitar un desafío al ascenso al trono de Miguel III.

## Biografía

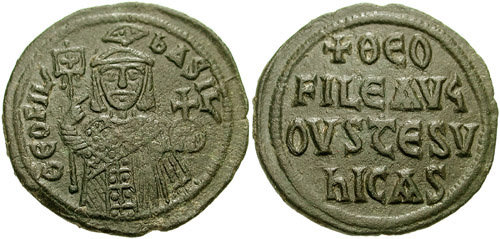
Follis del emperador Teófilo.

Nasr (Teófobo) nació en una familia que originalmente pertenecía a la aristocracia iraní. Fue un miembro de la secta kurramita en el oeste de Irán, que estaba siendo perseguida por el Califato abasí. En octubre o noviembre de 833, fueron derrotados por los ejércitos del califa al-Mutasim (833-842) bajo Ishaq Ibn Ibrahim. Así, en 834, Nasr con unos catorce mil kurramitas, cruzaron el altiplano Armenio y huyeron al Imperio bizantino. Allí, se convirtieron al cristianismo, se les dieron viudas de familias de militares como esposas, y fueron enrolados en el ejército bizantino en la llamada «turma persa». Nasr, ahora bautizado como Teófobo («temeroso/respetuoso de Dios»), fue colocado a la cabeza de estas tropas, ascendido al rango de patricio y se le concedió la mano de la hermana de Teófilo o una hermana de la emperatriz Teodora en matrimonio. La adición de las fuerzas «persas» fortaleció enormemente el ejército bizantino: no sólo sus miembros eran implacables enemigos de los árabes, sino que pudieron haber elevado el número de efectivos en el ejército bizantino en hasta una sexta parte. Un sello perteneciente a Teófobo le describe como "exousiastes de los persas," indicando que Teófilo pretendía instalarlo como regente de una principalidad aliada de los bizantinos, probablemente en Azerbaiyán y Kurdistán.
Ya en 837, Teófobo y el nuevo cuerpo kurramita hicieron campaña con Teófilo en la región del Éufrates superior alrededor de Melitene, donde saquearon brutalmente la ciudad de Zapetra. En septiembre del mismo año, unos 16.000 kurramitas más huyeron al Imperio bizantino, después de la supresión definitiva de su movimiento por el ejército abasí.
Teófobo también participó en la campaña de 838 contra la invasión en represalia de al-Mutasim. Estuvo presente en la catastrófica derrota bizantina de Anzen, donde según algunos relatos salvó la vida del emperador (si bien otros relatos acreditan a Manuel el Armenio con la hazaña). Como consecuencia de la batalla, sin embargo, las tropas «persas» se reunieron en Sinope y declararon emperador a Teófobo, probablemente contra su voluntad. La razón exacta detrás de este movimiento o la secuencia exacta de los eventos son poco claros. Sin embargo, después de la derrota en Anzen, se había extendido el rumor en Constantinopla que Teófilo había sido asesinado, y parece que Teófobo, que era posiblemente un iconódulo (a diferencia del incondicionalmente iconoclasta Teófilo) fue sugerido por algunos de entre la élite del Imperio bizantino como el nuevo emperador.

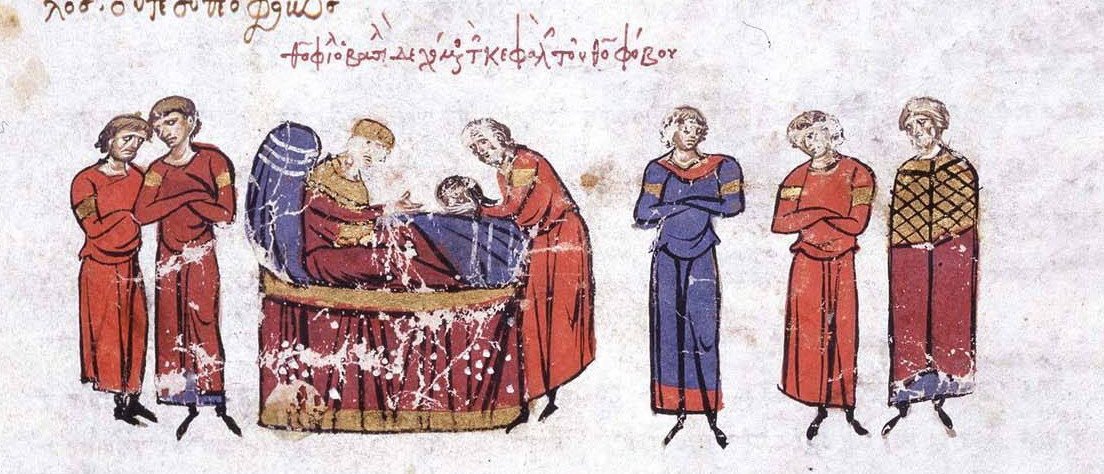
La cabeza de Teófobo es llevada a Teófilo en su lecho de muerte.

A pesar de ser proclamado y coronado—probablemente según el ritual sasánida—por sus hombres, Teófobo no hizo ningún movimiento contra Teófilo, y las tropas «persas» se mantuvieron inactivas en Sinope. En cambio, se involucró rápidamente en las negociaciones secretas con el emperador, quien en 839 dirigió un ejército contra los rebeldes. Teófobo accedió a rendirse y recibió sus altos cargos anteriores, mientras que sus hombres, que eran alrededor de unos 30.000, según los informes, fueron divididos en regimientos de 2000 hombres y distribuidos entre los diversos themas. Teófobo fue restaurado a su alta posición anterior en el ejército, pero esto no iba a durar. Las fuentes islámicas mencionan que murió en batalla en 839 u 840, pero las fuentes bizantinas contienen una historia diferente, y es la más probable: en 842, Teófilo, ya en deterioro de salud y a punto de morir, había ordenado a su cuñado Petronas que ejecutara a Teófobo con el fin de asegurar la sucesión de su hijo pequeño y heredero, Miguel III (842–867).